# RAR
RAR là viết tắt của Roshal ARchive. Nó là một định dạng file nén độc quyền có hỗ trợ nén dữ liệu, sửa lỗi, và tập tin kéo dài. Nó được phát triển bởi một kỹ sư phần mềm Nga, Yevgeny Roshal (chữ cái đầu của họ của kỹ sư ấy góp phần tên của định dạng), và hiện đang được cấp phép bởi win.rar GmbH.
Các phần mở rộng tên file được sử dụng bởi RAR là .rar khối lượng dữ liệu và .rev cho các thiết lập âm lượng phục hồi. Trong phiên bản trước, nếu một kho lưu trữ RAR được chia thành nhiều tệp nhỏ hơn (một "multi-volume archive"), các tập tin nhỏ hơn dùng phần mở rộng .rar, .r00, .r01, .r02 v.v.
Phiên bản 1 và 2 các file nén thường được sử dụng kết hợp với một file nén parchive để tạo ra các tập tin chẵn lẻ để khôi phục lỗi khi đang dùng các file chưa hoàn hảo trong truyền dẫn và lưu trữ truyền thông giống như các nhóm tin, truyền dẫn vệ tinh, và các đĩa quang học, Phiên bản 3 đã loại bỏ sự cần thiết cho bên thứ ba xử lý sau.

## Thuật toán nén
Tiện ích nén RAR là độc quyền, với một thuật toán đóng. RAR thuộc sở hữu của Alexander L. Roshal, anh trai của Yevgeny Roshal. Phiên bản 3 của RAR dựa trên Lempel-Ziv (LZSS) và dự báo của một phần kết hợp (PPM) nén, đặc biệt là việc thực hiện PPMd của PPMII bởi Dmitry Shkarin.

## Phiên bản
Một vài phiên bản của các định dạng RAR đã được ghi nhận bởi các nhà phát triển bên thứ ba:
- RAR1.3 (Bản gốc, không có chữ ký "Rar!")
- RAR1.5
- RAR2
- RAR3 (hiện tại) -thực hiện bởi các nhà phát triển của Rarlab, các bản phát hành WinRAR 2,9 và WinRAR 3,00. Nhiều thay đổi bao gồm:
  - Mở rộng tập tin thay đổi từ {volume name}.rar, {volume name}.r00, {volume name}.r01, etc. thành {volume name}.part001.rar, {volume name}.part002.rar, v.v.
  - Thuật toán mã hóa được thay đổi thành cipher block chaining (CBC) chế độ trên AES (Advanced Encryption Standard) với khóa dài 128 bit.
  - Mã hóa các tập tin dữ liệu và tập tin tiêu đề.
  - Thuật toán nén được cải thiện bằng cách sử dụng 4 MB Kích thước từ điển, thuật toán Dmitry Shkarin's PPMII cho file dữ liệu, cho tập tin dữ liệu, và các thuật toán tiền xử lý chọn lọc dựa trên nền tảng và loại tập tin nguồn.
  - Tùy chọn tạo ra các "khối lượng phục hồi" (các tập tin. Rev) với các dữ liệu dự phòng có thể được sử dụng để tái tạo lại các tập tin bị mất một tập hợp khối lượng.
  - Hỗ trợ cho các tập tin lưu trữ lớn hơn 9 GB.
  - Hỗ trợ tên Unicode.

## Phần mềm
Các file RAR có thể được tạo ra chỉ với phần mềm thương mại WinRAR, RAR, và phần mềm có sự cho phép từ nhà cấp phép Alexander Roshal. RAR for Pocket PC là phần mềm miễn phí duy nhất để tạo tập tin RAR.
Chương trình của bên thứ ba mà chỉ có thể đọc (giải nén) file RAR bao gồm: WinZip (Windows), 7-Zip (đa nền tảng), Bandizip (Windows, Mac OS X), IZArc (Windows), PeaZip (Windows, Linux), Zipeg (Windows, Mac OS X), ALZip (Windows) và PowerArchiver (Windows), cùng với phiên bản miễn phí unrar (có sẵn cho Linux và FreeBSD). các chương trình chỉ đọc trên Mac OS X bao gồm StuffIt Expander, The Unarchiver, và Zipeg. Stuffit Expander cũng sẵn sàng cho hệ điều hành Mac OS Classic với RAR hỗ trợ cho nền tảng này.

### WinRAR
WinRAR là phần mềm thương mại (hoặc 40 ngày dùng thử) khả dụng trên Microsoft Windows. Nó là công cụ đồ họa chỉ có thể ghi tập tin RAR hiện đại (RAR Phiên bản 3). chương trình dòng lệnh tương đương WinRAR, RAR, cũng là phần mềm thương mại (hoặc 40 ngày dùng thử), có sẵn cho Windows, Linux, Mac OS X, MS-DOS, OS/2, và FreeBSD. Ngoài ra, công cụ unrar từ cùng nhà phân phối có thể được sử dụng trên nền tảng nói trên để giải nén tập tin RAR nhưng không thể tạo chúng.
Roshal tạo ra định dạng tập tin RAR và các chương trình phát triển để đóng gói và giải nén các file RAR, Ban đầu cho DOS vào 1993, và sau đó đã được chuyển đến các nền tảng khác. Phiên bản Windows chính của archiver, được biết đến với tên WinRAR, được phân phối như phần mềm dùng thử, yêu cầu thanh toán sau 40 ngày (mặc dù nó vẫn có thể được sử dụng sau thời hạn này, mặc dù với các thông báo yêu cầu mua bản quyền);phiên bản phần mềm chia sẻ của chương trình này cũng sẵn sàng cho GNU/Linux, Mac OS X, DOS, OS/2, và FreeBSD, mặc dù họ là tất cả được gọi là chỉ đơn giản là "RAR".
RARLAB phân phối mã nguồn và mã nhị phân cho một phần mềm miễn phí command-line "unrar", mặc dù nó không phải là theo một giấy phép phần mềm tự do. Chương trình này chỉ có thể giải nén / trích, không tạo ra các tập tin RAR..

### Phần mềm khác
- Có một thư viện phần mềm giải nén miễn phí gọi là "unrarlib", cấp phép theo Giấy phép GPL, dựa trên một phiên bản cũ của unrar với sự cho phép của tác giả Eugene Roshal, nhưng nó chỉ có thể giải nén lưu trữ được tạo ra bởi các phiên bản RAR 2.x. Lưu trữ tạo ra bởi RAR 2,9 và sau này (đó là hầu hết các lưu trữ RAR tìm thấy ngày hôm nay) sử dụng một định dạng khác nhau mà không được hỗ trợ bởi các thư viện miễn phí.
- Các phiên bản trả tiền của Stuffit Expander giải mã các tập tin RAR
- Phần mềm nén file mã nguồn mở 7-Zip giải nén tập tin RAR mới hơn bằng cách sử dụng một plug-in nguồn đóng, miễn phí theo "Giấy phép unRAR";[6] giấy phép làm cho các plug-in phần mềm mã nguồn có sẵn nhưng không miễn phí.
- The Unarchiver là một unarchiver mã nguồn mở có thể giải nén tập tin RAR mới..
- Các phần mềm nén file miễn phí trên Linux Tập tin Roller, Ark, và Xarchiver có thể được dùng chương trình UnRAR miễn phí để giải nén file RAR, nếu chúng được tìm thấy trong đường dẫn hệ thống.

### UnRAR.dll
UnRAR.dll là một thư viện liên kết động (DLL) miễn phí có thể được tải về từ trang web chính thức của WinRAR.

## So sánh với các thuật toán nén khác
RAR thường là chậm hơn so với lệnh "zip" để tạo ra các file ZIP, nhưng nó có độ nén tốt hơn.
Thuật toán LZMA của 7z có một tỉ lệ nén cao hơn so với RAR, ngoại trừ các file "đa phương tiện" như các tập tin wav và bmp, mà RAR sử dụng các thủ tục chuyên môn tốt hơn LZMA. Những phần mềm nén miễn phí khác, chẳng hạn như FreeArc, thường tốt hơn WinRAR.
RAR có thể tạo ra "khối lượng phục hồi" (các tập tin. Rev), cung cấp dự phòng cho một file nén chính.

## Giới hạn của file RAR
Kích thước tối thiểu của một tập tin RAR là 20 byte. Kích thước tối đa của một tập tin RAR là 9223372036854775807 (263-1) bytes, vào khoảng 8 exabytes.